# Multistars 2012
25. Multistars – Trofeo Zerneri Acciai – mityng lekkoatletyczny w konkurencjach wielobojowych rozgrywany 5 i 6 maja w Desenzano del Garda we Włoszech. Zawody były drugą odsłoną cyklu IAAF World Combined Events Challenge w sezonie 2012.

## Rezultaty
| Konkurencja:           | 1. miejsce     | Rezultat  | 2. miejsce          | Rezultat  | 3. miejsce                | Rezultat  |
| Dziesięciobój mężczyzn | Dmitrij Karpow | 8172 pkt. | Ashley Bryant       | 7689 pkt. | Einar Lárusson            | 7590 pkt. |
| Siedmiobój kobiet      | Sofía Ifadídou | 6109 pkt. | Blandine Maisonnier | 6082 pkt. | Katarina Johnson-Thompson | 6007 pkt. |